# رسواتنه
رسواتنه (نروژی: Røssvatnet) یا ریوتسه Reevhtse (سامی جنوبی) یک دریاچه و مخزن سد در شهرداری‌های هاتفیلدال و همنس در شهرستان نوردلاند نروژ است. این مکان از عصر سنگ محل اشغال انسان بوده‌است. مساحت ۲۱۹ کیلومتر مربع (۸۵ مایل مربع) آن را به دومین دریاچه بزرگ نروژ از نظر مساحت تبدیل کرده‌است. بدون سدی که از سال ۱۹۵۷ برای این دریاچه ساخته شد، دارای مساحت ۱۹۰ کیلومتر مربع (۷۳ مایل مربع) و سومین دریاچه بزرگ در نروژ بود. عمق آن ۲۴۰ متر (۷۹۰ فوت)، حجم آن در حدود ۱۵ کیلومتر مکعب (۳٫۶ مایل مکعب) و ارتفاع آن از سطح دریا ۳۷۴ متر (۱۲۲۷ فوت) است.